# From Wisdom to Hate
From Wisdom to Hate är Gorguts fjärde fullängdsalbum, som släpptes 2001 på Olympic Records.

## Låtlista
1. Inverted
2. Behave Through Mythos
3. From Wisdom To Hate
4. The Quest for Equilibrium
5. Unearthing the Past
6. Elusive Treasures
7. Das Martyrium Des...
8. Testimonial Ruin

## Musiker
- Luc Lemay - Gitarr, sång
- Daniel Mongrain - Gitarr
- Steve Cloutier - Bas
- Steve Macdonald - Trummor